# Bakı Kristal Zalı
Bakı Kristal Zalı (dansk: ~Bakus krystalhal, på engelsk Baku Crystal Hall) er en indendørs arena i Baku, Aserbajdsjan. Arenaen er bygget af det tyske firma Alpine Bau Deutschland AG. Byggeriet begyndte i august 2011 og varede til 16. april 2012 . Eurovision Song Contest 2012 blev afholdt i arenaen. Den har en kapacitet på 25.000 og kostede 120-140 millioner euro. 
| Arkitektur | Spire Denne arkitekturartikel er en spire som bør udbygges. Du er velkommen til at hjælpe Wikipedia ved at udvide den. |

40°20′39″N 49°51′01″Ø / 40.34413°N 49.85034°Ø